# Думитру Рошка
 Думитру Рошка (рум. Dumitru Roșca; 29 січня 1895, Селіште — 25 серпня 1980, Клуж-Напока) — румунський філософ, перекладач, педагог, професор, доктор філософії, член Румунської академії.

## Життєпис
Був перекладачем і редактором коментарів румунською мовою більшості праць Гегеля.
Найбільш відомою працею Д. Рошки є книжка «Existenţa tragică: încercare de sinteză filosofică» (Трагічна екзистенція: спроба філософського синтезу), написана під потужним впливом Гегеля та  К'єркегора, і яка стала його особистим вкладом у теорію екзистенціалізму.
У франкомовному науковому світі відомий завдяки своїй докторській дисертації, яку у 1928 Д. Рошка захистив у Сорбоні, під назвою «Influenţa lui Hegel asupra lui Taine» (Вплив Гегеля на Тена), і перекладу на французьку роботи Гегеля «Життя Ісуса».

## Обрані праці
- Istoria filosofiei (1964),
- Prelegeri de estetică (1966),
- Ştiinţa logicii (1966),
- Studii filosofice (1967),
- Însemnări despre Hegel (1967),
- Influenţa lui Hegel asupra lui Taine (1968),
- Existenţa tragică: încercare de sinteză filosofică (1968),
- Prelegeri de filosofie a istoriei (1969),
- Studii şi eseuri filosofice (1970),
- Oameni şi climate (1971).